# Viola (futbolista)
Paulo Sérgio Rosa (São Paulo, 1 de enero de 1969), más conocido como Viola, es un exfutbolista brasileño.  Jugaba de delantero centro. 

## Carrera
Comenzó su carrera el 13 de julio de 1988 jugando para el Corinthians. Juega para el club hasta 1989. En 1990 se fue al São José. En 1991 pasó al Olímpia. En 1992 regresó al Corinthians. Jugó para ese club hasta el año 1995. En ese año se fue a España para formar parte de las filas del Valencia CF, en donde juega hasta 1996. Fue uno de los fichajes más caros de la historia del Valencia, en ese momento presidido por el polémico Paco Roig. Al llegar aseguró quince goles a lo que el presidente comprometió una importante prima. Le costó dios y ayuda marcar su primer gol lo que desesperó a la hinchada valencianista que había puesto muchas ilusiones en su fichaje y sus acciones en el campo se seguían con comentarios jocosos. En una segunda vuelta espectacular, llegó a poner en peligro la prima prometida por Roig, pero finalmente se quedó en once tantos. Ese año, en su regreso a Brasil, jugó para el Palmeiras. Juega para ese equipo hasta 1997. En 1998 se trasladó al Santos, en donde juega hasta el año 1999. Ese año se fue al Vasco da Gama, manteniéndose ligado al club de su país natal hasta el año 2000. En 2001 se pasó al Santos. En 2002 se fue a Turquía, para formar parte del Gaziantepspor. Se mantuvo ligado en ese club hasta el año 2003. En 2004, en su segundo regreso a Brasil, formó parte del equipo Guarani. En 2005 pasó al Bahia. Ese año pasó al Flamengo. En 2006 se pasó al Juventus. En 2007 pasó al Uberlândia. En 2008 pasó al Duque de Caxias. Ese año pasó al Angra dos Reis. En 2009 pasó al Resende. En 2010, Paulo Sérgio Rosa es cedido al Brusque, en donde jugó hasta 2013. Ese año se pasó al Grêmio Osasco, en donde actualmente juega

## Selección nacional
Ha sido internacional con la selección de fútbol de Brasil entre 1993 y 1995. Defendió a su país durante el Mundial de 1994 y se proclamó campeón.

### Participaciones en Copas del Mundo
| Mundial                        | Sede           | Resultado |
| ------------------------------ | -------------- | --------- |
| Copa Mundial de Fútbol de 1994 | Estados Unidos | Campeón   |

### Participaciones en Copas América
| Copa              | Sede    | Resultado        |
| ----------------- | ------- | ---------------- |
| Copa América 1993 | Ecuador | Cuartos de final |

## Clubes
| Club            | País    | Año           |
| --------------- | ------- | ------------- |
| Corinthians     | Brasil  | 1988-1989     |
| São José        | Brasil  | 1990          |
| Olímpia         | Brasil  | 1991          |
| Corinthians     | Brasil  | 1992-1995     |
| Valencia CF     | España  | 1995-1996     |
| Palmeiras       | Brasil  | 1996-1997     |
| Santos          | Brasil  | 1998-1999     |
| Vasco da Gama   | Brasil  | 1999-2000     |
| Santos          | Brasil  | 2001          |
| Gaziantepspor   | Turquía | 2002-2003     |
| Guarani         | Brasil  | 2004          |
| Bahia           | Brasil  | 2005          |
| Flamengo        | Brasil  | 2005          |
| Juventus        | Brasil  | 2006          |
| Uberlândia      | Brasil  | 2007          |
| Duque de Caxias | Brasil  | 2008          |
| Angra dos Reis  | Brasil  | 2008          |
| Resende         | Brasil  | 2009          |
| Brusque         | Brasil  | 2010-2013     |
| Grêmio Osasco   | Brasil  | 2013-presente |

## Palmarés

### Campeonatos regionales
| Título              | Equipo      | Estado    | Año  |
| ------------------- | ----------- | --------- | ---- |
| Campeonato Paulista | Corinthians | São Paulo | 1988 |
| Campeonato Paulista | Corinthians | São Paulo | 1995 |

### Campeonatos nacionales
| Título                          | Equipo      | País   | Año  |
| ------------------------------- | ----------- | ------ | ---- |
| Copa de Brasil                  | Corinthians | Brasil | 1995 |
| Campeonato Brasileño de Serie A | Santos FC   | Brasil | 2000 |

### Campeonatos internacionales
| Título                 | Equipo              | Sede           | Año  |
| ---------------------- | ------------------- | -------------- | ---- |
| Copa Mundial de Fútbol | Selección de Brasil | Estados Unidos | 1994 |
| Copa Conmebol          | Santos FC           | Rosario        | 1998 |
| Copa Mercosur          | Vasco da Gama       | São Paulo      |      |